# Symmerista tlotzin
Symmerista tlotzin är en fjärilsart som beskrevs av William Schaus 1892. Symmerista tlotzin ingår i släktet Symmerista och familjen tandspinnare. Inga underarter finns listade i Catalogue of Life.